# I Nuovi Angeli
I Nuovi Angeli (Die neuen Engel) ist eine italienische Band.
Die Band I Nuovi Angeli wurde im Jahre 1966 in Mailand gegründet. Der Name bezieht sich auf den gleichnamigen Film von Ugo Gregoretti aus dem Jahre 1962. Die Band entstand durch den Zusammenschluss zweier Bands - Paki & Paki (Pasquale Canzi und Pasquale Andriola) und dem instrumental Trio von Alessandria (Alberto Pasetti (Bass), Renato Sabbioni (Gitarre) und Franco Verde (Schlagzeug)). In den folgenden Jahren wechselte die Zusammensetzung der Band mehrfach.

## Band Mitglieder

### Aktuelle Mitglieder
- Paki Canzi (1966–2009 und seit 2014)
- Valerio Liboni (seit 1978)
- Marco Bonino (1985–1989, 2006–2009 und seit 2014)

### Ehemalige Mitglieder
- Alberto Pasetti (1966–1978 und 2005–2006)
- Renato Sabbioni (1966–1978 und 2005–2014)
- Riki Rebaioli (1966–1967)
- Alfredo Gatti (1968–1969)
- Mauro Paoluzzi (1971–1978)
- Roger Riccobono (1978–1981)
- Daniele Torchio (1978–1984)
- Aldo Valente (1981–1985)
- Alessandra Raya (1985–1989)
- Matteo Galano (1985–1998)
- Caterina De Francesco (1989–1996)
- Antonio Dalicco (1989–1998)
- Dave Sumner (1991–1995)
- Susanna Dubaz (1996–2001)
- Sergio Vitali (1998–2001)
- Alvi Nobile (1998–2006)
- Fabio Nobile (1998–2006)
- Mauro Mussoni (2001–2006)
- Valentina Ferri (2001–2009)
- Silvano Borgatta (2010–2014)

## Diskografie

### Studio Alben
- 1969: I Nuovi Angeli
- 1969: Un quarto di vita
- 1972: Uakadi Uakadu (Wakadi Wakadu)
- 1973: Troppo bella per restare sola
- 1973: Anna da dimenticare
- 1974: Stasera Clown
- 1976: I Nuovi Angeli

### Live Alben
- 1999: Live
- 2008: Il nostro concerto (2 CD)
- 2011: DVD Live Show (auch als DVD)

### Größte Hits Alben
- 1990: Voliamo ancora
- 1995: Una storia che continua
- 2000: Canta Italia
- 2012: C'è ancora posto in paradiso
- 2016: Tete à tete con i Nuovi Angeli

### Singels
- 1966: L'ora più lunga
- 1967: Per vivere insieme
- 1968: Questo è un addio
- 1969: Ragazzina ragazzina
- 1970: Color cioccolata
- 1971: Donna Felicità
- 1971: Sole, buonanotte
- 1971: Uakadi Uakadù
- 1972: Un viaggio in Inghilterra
- 1972: Singapore
- 1973: La povera gente
- 1973: Anna da dimenticare
- 1974: Carovana
- 1975: Stanza dei miracoli
- 1976: Mamma luna
- 1977: Piccoli amanti
- 1979: Now
- 1980: Angelo Balù
- 1984: Io sto bene con te
- 1987: Voi del '96
- 1988: Soli soli
- 1989: Bella questa storia